# Az internet utolsó oldala
Az internet utolsó oldala számos változatban létező, általában vicces, linkeket nem tartalmazó weboldal.
A legtöbb ilyen oldalon a geek, állandóan a számítógép előtt ülő felhasználót figurázzák ki, akit a legtöbb esetben elküldenek egy kis testmozgásra, vagy olyan kikapcsolódási módot ajánlanak, melynél nincs szükség számítógépre.